# Сидорчук Михайло Анатолійович
Михайло Анатолійович Сидорчук — український радіоастроном, співробітник Радіоастрономічного інституту НАНУ, лауреат Премії НАН України імені Є. П. Федорова (2005) і Державної премії України в галузі науки і техніки (2018)

## Біографія
Працює в Радіоастрономічному інституті НАНУ у відділі декаметрової радіоастрономії. В 2001—2011 роках молодший науковий співробітник, з 2011 — науковий співробітник.

## Відзнаки
- Премія НАН України імені Є. П. Федорова за цикл робіт «Каталог радіоджерел північного неба в діапазоні декаметрових хвиль» (2005)[1][2]
- Державної премії України в галузі науки і техніки за роботу «Радіовипромінювання Всесвіту на декаметрових хвилях» (2018)[1]